# 4668 Rayjay
4668 Rayjay è un asteroide della fascia principale. Scoperto nel 1987, presenta un'orbita caratterizzata da un semiasse maggiore pari a 3,0154606 UA e da un'eccentricità di 0,1234482, inclinata di 9,22503° rispetto all'eclittica.